# Flemington (Nova Jérsei)
Flemington é um distrito localizado no estado americano de Nova Jérsei, no Condado de Hunterdon.

## Demografia
Segundo o censo americano de 2000, a sua população era de 4200 habitantes.
Em 2006, foi estimada uma população de 4267, um aumento de 67 (1.6%).

## Geografia
De acordo com o United States Census Bureau tem uma área de
2,8 km², dos quais 2,8 km² cobertos por terra e 0,0 km² cobertos por água. Flemington localiza-se a aproximadamente 26 m acima do nível do mar.

## Localidades na vizinhança
O diagrama seguinte representa as localidades num raio de 16 km ao redor de Flemington.